# ویگن عیسی‌خانیان
ویگن عیسی‌خانیان (ارمنی: Վիգէն Իսախանեան زاده ۱۴ دسامبر ۱۹۳۲ – درگذشته ژانویه ۲۰۱۶) مهندس معدن و زمین‌شناس ارمنی‌تبار اهل ایران بود. وی یکی از چهره‌های شناخته شده در بخش معدن و سازمان زمین‌شناسی و اکتشافات معدنی ایران بود.

## زندگی‌نامه
در ۴ دسامبر ۱۹۳۲(۱۳ آذر ۱۳۱۱) در شهر تبریز به دنیا آمد. در سن سه سالگی به دلیل شغل پدرش که کارمند شرکت نفت بود به آبادان مهاجرت کرد و تحصیلات را تا پایان دوره متوسطه در همان شهر انجام داد. در سال ۱۳۳۷ از دانشکده فنی دانشگاه تهران در رشته معدن فارغ‌التحصیل شد و به استخدام وزارت معادن و فلزات درآمد. وی در ژانویه ۲۰۱۶ (۱۳۹۴) در سن ۸۳ سالگی پس از دوره یک بیماری درگذشت.
وی مسئولیت‌های زیر را برعهده داشته است:
- از سال ۶۳–۱۹۵۸ (۴۲–۱۳۳۷) مسئول تحقیقات اورانیوم وزارت صنایع و معادن
- از سال ۱۹۶۳ (۱۳۴۲) عضو سازمان زمین‌شناسی
- از سال ۷۹–۱۹۷۴ (۵۸–۱۳۵۳) مدیر امور مهندسی
- از سال ۸۴–۱۹۸۱ (۶۳–۱۳۶۰) سرپرست و معاون سازمان زمین‌شناسی ایران
- از سال ۸۹–۱۹۸۴ (۶۷–۱۳۶۳) مشاور و رئیس سازمان زمین‌شناسی ایران
- از سال ۱۹۸۹ (۱۳۶۷) مشاور وزارت صنایع و معادن و سازمان زمین‌شناسی ایران
- از سال ۱۹۹۳ (۱۳۷۲) مسئول امور معدن سونگون شرکت مس ایران بود.